# Trichopelma nitidum
Espèce
Trichopelma nitidum est une espèce d'araignées mygalomorphes de la famille des Theraphosidae.

## Distribution
Cette espèce est endémique de République dominicaine.

## Description
La carapace du mâle holotype mesure 6,8 mm de long sur 5,3 mm.
Le mâle décrit par Mori et Bertani en 2020 mesure 12,33 mm.

## Publication originale
- Simon, 1888 : « Études arachnologiques. 21e Mémoire. XXIX. Descriptions d'espèces et de genres nouveaux de l'Amérique centrale et des Antilles. » Annales de la Société Entomologique de France, sér. 6, vol. 8, p. 203-216 (texte intégral).